# Augusta-Priolo

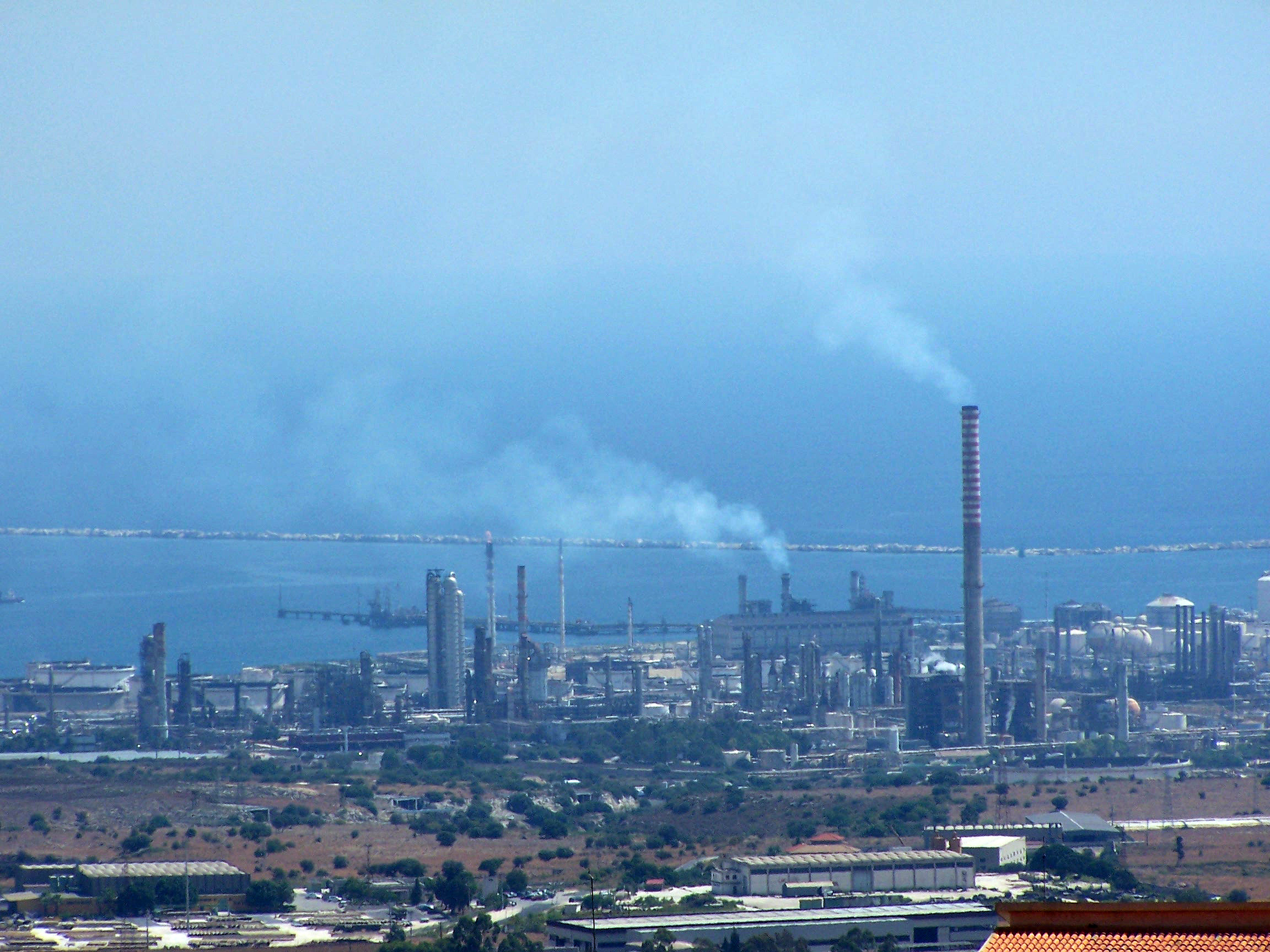
Polo petroquímico siracusano

O complexo petroquímico de Augusta-Priolo (chamado de Polo petrolchimico siracusano em italiano) é uma vasta área costal industrializada no leste da Sicília, incluindo o território das municipalidades de Augusta, Priolo Gargallo e Melilli. As principais atividades industriais causam problemas ambientais em toda a costa da região, por isso o complexo é a vezes chamado de Trinacria nera (Sicília negra ou triângulo negro).
Entre as companhias da região estão ExxonMobil, Sasol, ERG, Polimeri Europa e
Syndial.